# Karl Koller (futbolista)
Karl Koller (Hölles, Austria, 8 de febrero de 1929-Baden bei Wien, Austria, 24 de enero de 2009) fue un jugador y entrenador de fútbol austríaco. En su etapa como jugador profesional se desempeñaba como centrocampista.
Según la IFFHS, es uno de los 100 mejores futbolistas europeos del siglo XX.

## Selección nacional
Fue internacional con la selección de fútbol de Austria en 86 ocasiones y convirtió 5 goles. Formó parte de la selección que obtuvo el tercer lugar en la Copa del Mundo de 1954, siendo el mayor éxito en la historia del fútbol austríaco hasta la fecha.

### Participaciones en Copas del Mundo
| Mundial                        | Sede   | Resultado      | Partidos | Goles |
| ------------------------------ | ------ | -------------- | -------- | ----- |
| Copa Mundial de Fútbol de 1954 | Suiza  | Tercer lugar   | 5        | 0     |
| Copa Mundial de Fútbol de 1958 | Suecia | Fase de grupos | 3        | 1     |

## Clubes

### Como jugador
| Club         | País    | Año       |
| ------------ | ------- | --------- |
| First Vienna | Austria | 1949-1966 |

### Como entrenador
| Club                    | País    | Año  |
| ----------------------- | ------- | ---- |
| 1. Wiener Neustädter SC | Austria | 1967 |
| First Vienna            | Austria | 1968 |

## Palmarés

### Campeonatos nacionales
| Título               | Club         | País    | Año  |
| -------------------- | ------------ | ------- | ---- |
| Campeonato austríaco | First Vienna | Austria | 1955 |